# 男はつらいよリクエスト
男はつらいよリクエスト（おとこはつらいよリクエスト）は、ニッポン放送で放送されている人気コーナーの一つ。2002年10月〜2004年3月の期間『ショウアップナイターニュース』・『垣花正のニュースわかんない!?』でレギュラーコーナーとして放送され、2004年4月〜2005年3月まで1年間の充電期間を経て、2005年4月から『森永卓郎 朝はニッポン一番ノリ!』でレギュラーコーナーとして復活。現在は『垣花正と那須恵理子 あなたとハッピー!』での森永卓郎曜日パートナー時に放送中。

## 概要
- 最初はショウアップナイターニュースの中のコーナーとしてスタートした。主に中年層の男性リスナーから仕事場や家庭でのつらい出来事をメール・FAX・はがきで投稿してもらうというもの。リスナーから人気を得ているコーナーであった。2003年3月、ショウアップナイターニュース終了後は垣花正のニュースわかんない!?に受け継がれた。垣花正のニュースわかんない!?では、女性版の「女はつらいよリクエスト」や職場での出来事を語る「会社もつらいよリクエスト」もたまに放送されたことがある。
- 2004年度には『森永卓郎の夜もモリタク!もりだくSUN』・『森永卓郎と垣花正のHOT'n HOT お気に入りに追加!』・『森永卓郎の5時からモリタク!もりだくSUN』・『森永卓郎と松本ひでおのショウアップナイターストライク!』として、主に夜に特番で聴取率調査週間などの不定期に復活された。
- 限定で復活の後に、2005年3月28日から『森永卓郎 朝はニッポン一番ノリ!』内でレギュラーコーナーが復活したが、2005年7月29日、再び充電期間に入った。
- 充電期間に入ってから約1年1か月後の2006年8月21日月曜19:00〜には『峰竜太と森永卓郎と垣花正の男はつらいよリクエスト』として、ニュースわかんないの森永・垣花に加え峰竜太を加入して番組の1コーナーから単独特別番組化されて放送された。
- それからは一度も復活することがないまま森永が垣花とともに担当する『森永卓郎と垣花正の朝はニッポン一番ノリ!』が2007年9月28日に終了。その後番組である『上柳昌彦のお早うGoodDay!』に森永も出演したが当コーナーは復活せず、森永が同年12月いっぱいで降板し、同時間帯放送の文化放送『 吉田照美 ソコダイジナトコ』の電話コメンテーターになったため、復活は無いかと思われていた。
- その後2011年5月20日、垣花がパーソナリティを務める『垣花正のあなたとハッピー!』に前回のニッポン放送出演から約4年ぶりに森永が登場。その後も森永はゲストコメンテーターとして不定期に出演し、2011年10月5日放送から約週1日ペースで曜日パートナーとなったため、本コーナーも本格的に復活した。
- 森永いわく、4年間のこの企画の沈黙期間に一部のマニアから復活の要望があったそうである（2011年10月5日放送・あなたとハッピー!）。
- 最初期のショウアップナイターニュースを除いて、森永と垣花がセットで番組にかかわらない限り放送されないため、このコーナーのメインパーソナリティは実質、森永と垣花である。

- スピンオフとして2005年度放送の『松本ひでおのショウアップナイターストライク!』では「男はつらいよいつまでも」、2006年度放送の『松本ひでおのショウアップナイターネクスト』では「浮気は怖いよリクエスト」としてこのコーナーを継承している。
- 兄弟コーナーが多くある。
  - 『HOT'n HOT お気に入りに追加!』内ではこれと似た「ちょっと言わせてリクエスト」というコーナーが2004年11月から11時台最初のコーナーとしてスタートしたが、こちらも2005年3月24日の番組終了に伴い終了。
  - その他にも「板東英二・徳光和夫 ジャイアンツファンはつらいよリクエスト」なども放送されている。

## テーマ曲
- ちあきなおみ　「紅とんぼ」

## レギュラーコーナー番組
- ショウアップナイターニュース
- 垣花正のニュースわかんない!?
- 森永卓郎 朝はニッポン一番ノリ!
- 垣花正のあなたとハッピー!

## パーソナリティ
- 2002年9月30日〜2003年3月29日　-　森永卓郎、松本ひでお
- 2003年3月31日〜2004年3月26日　-　森永卓郎、垣花正、増田みのり
- 2005年2月21日〜2月25日　-　森永卓郎、松本ひでお
- 2005年3月28日〜7月29日　-　森永卓郎、垣花正、増田みのり
- 2006年8月21日　-　峰竜太、森永卓郎、垣花正
- 2011年10月5日〜　-　森永卓郎、垣花正、那須恵理子